# DLG-Feldtage

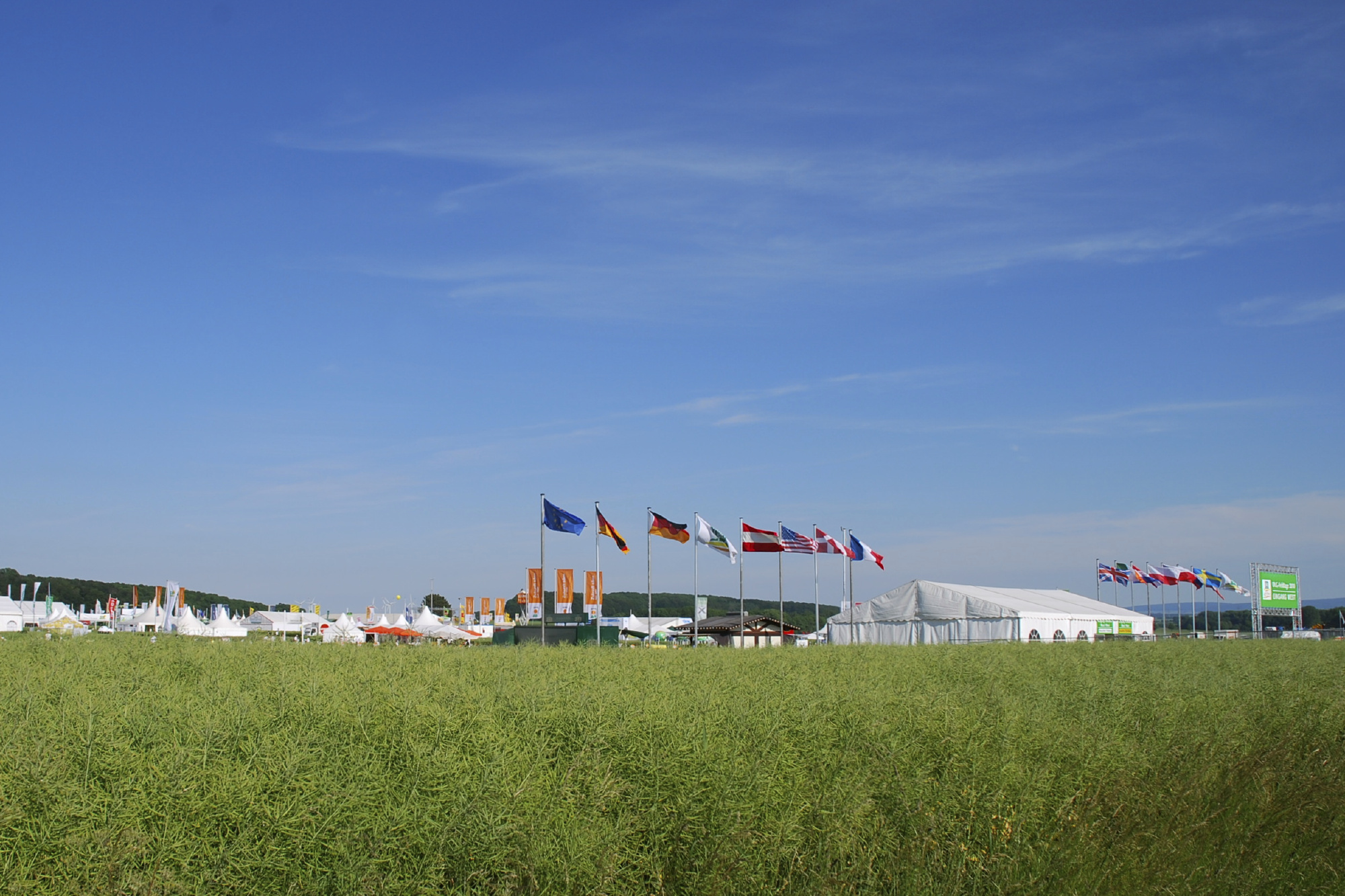
DLG-Feldtage im Jahr 2010

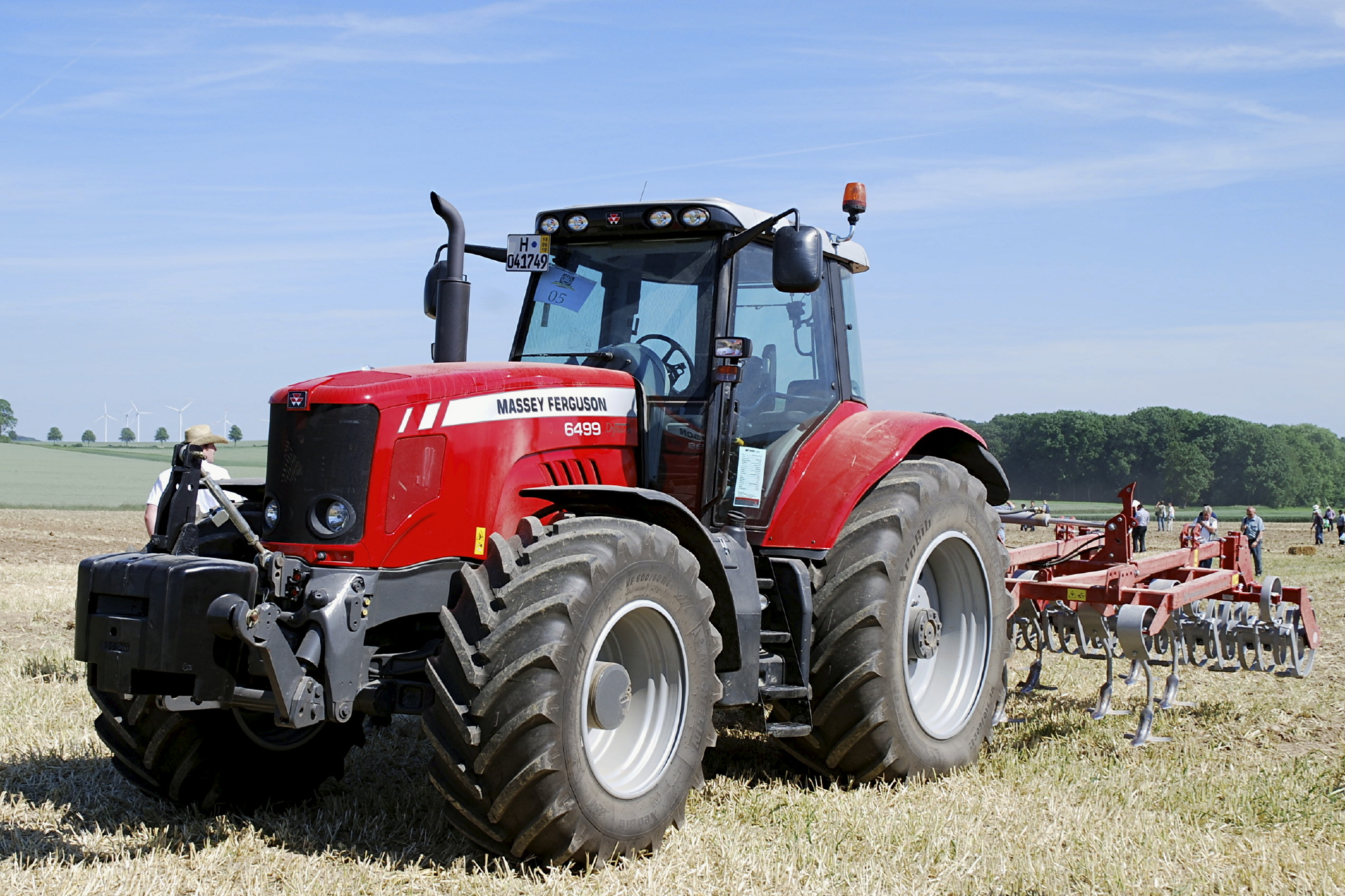
Maschinenvorführung

Die DLG-Feldtage sind Pflanzenbau-Fachmessen der Deutschen Landwirtschafts-Gesellschaft, welche alle zwei Jahre stattfinden.

## Veranstalter
Unterstützt wird der Veranstalter DLG e.V. durch wechselnde Partner, zur nächsten Veranstaltung vom 11. bis 13. Juni 2024 sind folgende Mitveranstalter genannt:
Ministerium für Landwirtschaft und Verbraucherschutz des Landes Nordrhein-Westfalen, Raiffeisen Waren-Zentrale Rhein-Main, Raiffeisen Waren.

## Themen
Neben der Präsentation von Saaten und Sorten sind weitere fachliche Themen die Automatisierung der Landtechnik, Sortenversuche, Bodengesundheit, Pflanzenschutzmittel sowie Einsatz von Drohnen zur Fernerkundung in der Landwirtschaft. Dabei werden kleinere Versuchsflächen gezeigt sowie verschiedene Maschinenlösungen im praktischen Einsatz gezeigt. Die Informationsstände werden ergänzt durch Fachvorträge in zwei Tagungszelten. Der Field Robot Event der Universität Hohenheim findet ebenfalls auf dem Gelände der DLG-Feldtage statt. Hier werden Technologien im Bereich Robotik und Precision Farming unter realen Bedingungen im Feld getestet.

## Chronik
Die DLG-Feldtage finden seit 1988 alle zwei Jahre auf wechselnden Standorten statt. Seit 2014 werden sie alle vier Jahre im Internationalen DLG-Pflanzenbauzentrum (IPZ), Bernburg-Strenzfeld (Sachsen-Anhalt) veranstaltet.
- 30. Juni – 2. Juli 1988: Gut Schwarzenraben bei Lippstadt, Nordrhein-Westfalen
- 28.–30. Juni 1990: Gut Seligenstadt bei Würzburg, Bayern
- 23.–25. Juni 1992: Gut Nortenhof bei Salzgitter, Niedersachsen
- 21.–24. Juni 1994: Oberbiegelhof bei Bad Rappenau, Baden-Württemberg
- 18.–20. Juni 1996: GmbH Pflanzenproduktion Glesien bei Leipzig, Sachsen
- 16.–18. Juni 1998: Schloß Dyck/Nikolauskloster bei Neuss, Rheinland
- 20.–22. Juni 2000: Rottmersleben bei Magdeburg, Sachsen-Anhalt
- 18.–20. Juni 2002: Gut Hellkofen bei Regensburg, Bayern
- 22.–24. Juni 2004: Gut Dummerstorf bei Rostock, Mecklenburg-Vorpommern
- 20.–22. Juni 2006: Baiersröderhof bei Hanau, Hessen
- 24.–26. Juni 2008: Buttelstedt bei Weimar, Thüringen
- 15.–17. Juni 2010: Rittergut Bockerode in Springe-Mittelrode, Niedersachsen
- 19.–21. Juni 2012: Internationales DLG-Pflanzenbauzentrum (IPZ), Bernburg-Strenzfeld, Sachsen-Anhalt
- 17.–19. Juni 2014: Internationales DLG-Pflanzenbauzentrum (IPZ), Bernburg-Strenzfeld, Sachsen-Anhalt
- 14.–16. Juni 2016: Gut Mariaburghausen in Haßfurt, Unterfranken
- 12.–14. Juni 2018: Internationales DLG-Pflanzenbauzentrum (IPZ), Bernburg-Strenzfeld, Sachsen-Anhalt

Die vom 16. bis 18. Juni 2020 auf dem Gut Brockhof in Erwitte/Lippstadt (Nordrhein-Westfalen) geplante Veranstaltung wurde aufgrund der COVID-19-Pandemie zuerst auf den 8. bis 10. Juni 2021 verschoben, wurde aber 2021 endgültig abgesagt.
- 14.–16. Juni 2022: Südzucker Versuchsgut Kirschgartshausen